# Wassili Antonowitsch Kossjakow

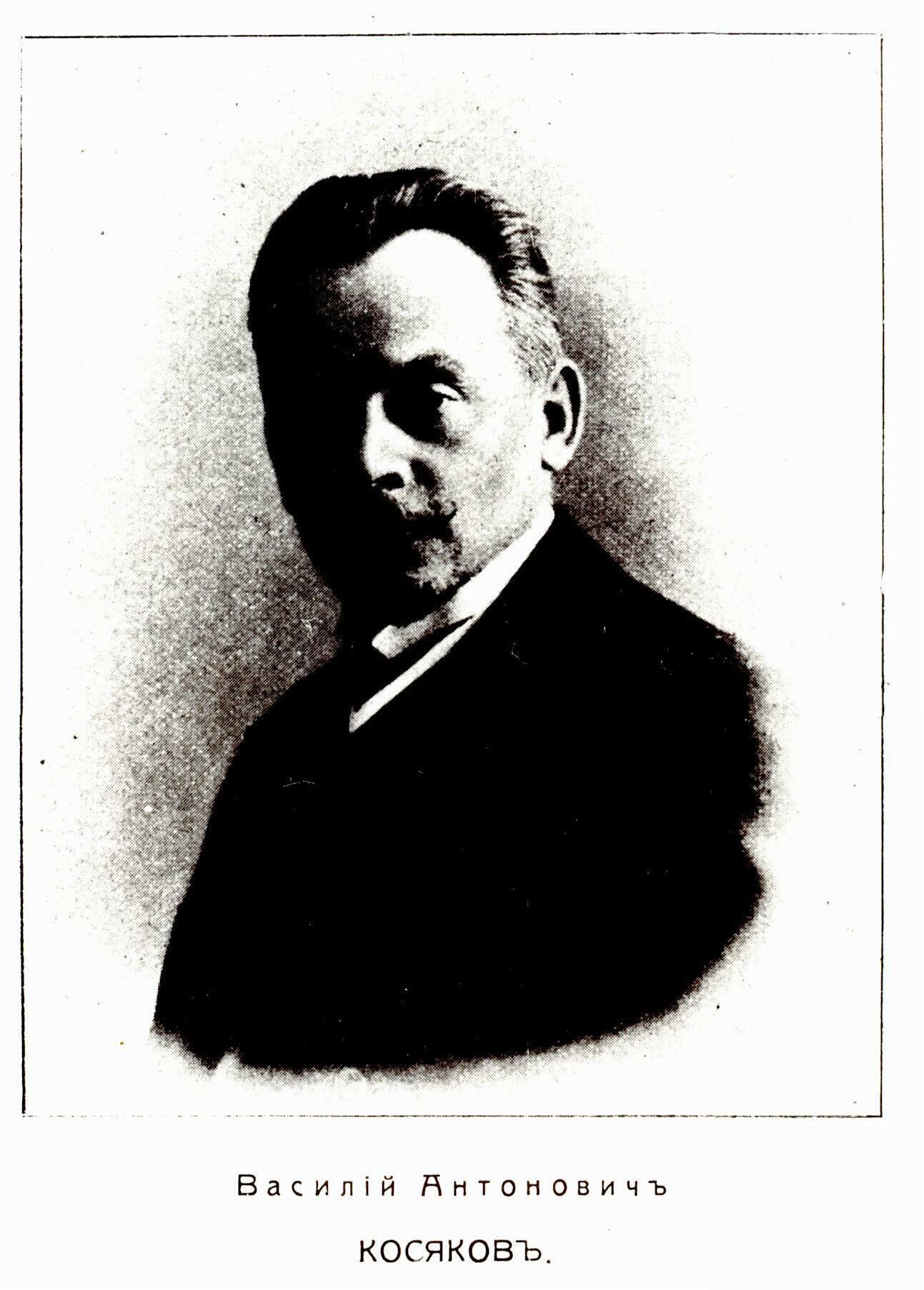
Wassili Antonowitsch Kossjakow (1910)

Wassili Antonowitsch Kossjakow (russisch Василий Антонович Косяков; * 1862; † 1921 in Petrograd) war ein russischer Architekt und Hochschullehrer.

## Leben
Kossjakow besuchte in St. Petersburg die 1. Realschule mit Abschluss 1880. Darauf studierte er am Institut der Zivilingenieure in der Klasse von Nikolai Wladimirowitsch Sultanow, die er 1885 abschloss. Ab 1888 lehrte Kossjakow dort selbst. 1905 wurde er der erste gewählte Direktor des Instituts und blieb es bis zu seinem Tode.
Wie Sultanow benutzte Kossjakow für seine Projekte den vom byzantinischen Stil ausgehenden neorussischen Stil. Er entwickelte den Kirchentyp mit einer einzigen Kuppel und vier Apsiden, den Dawid Iwanowitsch Grimm und Roman Iwanowitsch Kusmin in den 1850er Jahren vorgeschlagen hatten. Kossjakows erstes realisiertes Projekt war die Kirche der Barmherzigen Mutter Gottes in St. Petersburg (Baubeginn 1889). Mit Verwendung von Beton entwickelte er weite Bögen und Kreuzgewölbe zur Vermeidung von stützenden Säulen.
1891–1899 baute Kossjakow die Epiphanias-Kirche auf der St. Petersburger Gutujewski-Insel und 1895–1900 die Himmelfahrtskirche im St. Petersburger Hof des Optina-Klosters (Nabereschnaja Leutenanta Schmidta 27) und daneben den Hof des Kiewer Höhlenklosters sowie 1895–1902 die Wladimir-Kathedrale in Astrachan. Entsprechend einem Projekt von Sultanow baute Kossjakow 1895–1904 die Peter-und-Paul-Kathedrale in Peterhof. 1899–1903 baute er die Dreifaltigkeitskirche in Gora-Waldai (Rajon Lomonossow).
Abgesehen von den Kirchenbauten führte Kossjakow in St. Petersburg auch andere Bauten aus, so 1897 ein Mietshaus (7. Krassnoarmeiskaja Uliza), 1899 das Hauptgebäude einer Papierfabrik (Wyborskaja Nabereschnaja 51) und 1901 den Um- und Erweiterungsbau der 1. Realschule (Bolschoi Prospekt der Wassiljewski-Insel 34) und das Haus der Simeon-und-Anna-Kirche (Mochowaja Uliza 46).
1901–1906 baute Kossjakow die sogenannte Putilow-Kirche (Prospekt Statschek 48) beim Putilow-Werk mit einer Fassade im russischen Stil, finanziert durch die Putilow-Arbeiter. Die Kirche wurde nach der Oktoberrevolution 1925 geschlossen und von Alexander Sergejewitsch Nikolski im Stil des Konstruktivismus zum Klub des Roten Putilowarbeiters umgebaut. Nach 1945 erfolgte ein weiterer Umbau im Stil des Sozialistischen Klassizismus.
Weitere Kirchen Kossjakows waren die Kathedrale zu Karosta (1900–1903) in Libau, die Johannes-Kirche (1901–1905) in Iwanowskoje (Rajon Jamburg), die Nikolai-Marinekathedrale (1902–1914) in Kronstadt, Die Epiphanias-Kapelle (1903) in Kronstadt, die Gottesmuter-von-Kasan-Kirche (1904–1910) am Hof des Klosters Walaam (Narwski Prospekt 1/29, St. Petersburg), die Nikolaikirche des Kronstädter Marinehospitals (1905), die Nikolaikirche (1906–1908) in Sablino, die  Gottesmutter-von-Kasan-Kirche (1908–1912) des St. Petersburger Woskressenski-Nowodewitschi-Klosters (Moskowski-Prospekt 100), die Kirche (1909–1912) in Kukoboi (Rajon Perwomaiski) und die Gottesmutter-von-Kasan-Kathedrale (1900–1918) des Danilow-Frauenklosters in Goruschka (Rajon Danilow).
In Sestrorezk baute Kossjakow Datschen für L. I. Kossjakowa (1909, Jerssolowski Prospekt 11), für den Architektur-Professor Bronislaw Kasimirowitsch Prawdsik (Jermolowski Prospekt 9), der nach Kossjakow Rektor des Instituts der Zivilingenieure wurde, und für  A. M. Prokofjewa (Uliza Grigorjewa 7).

## Werke

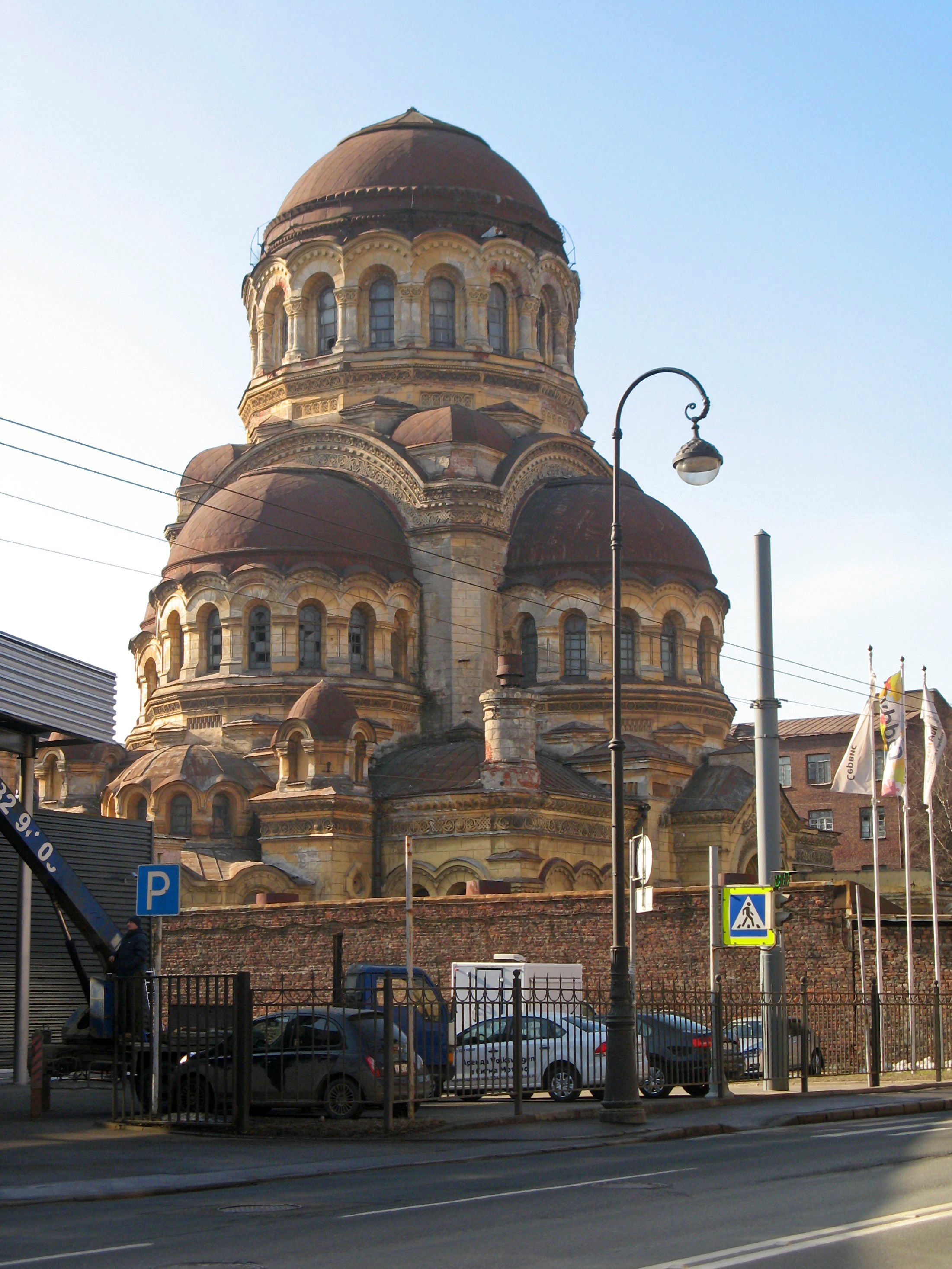
Kirche der Barmherzigen Mutter Gottes, Bolschoi Prospekt der Wassiljewski-Insel 100, St. Petersburg
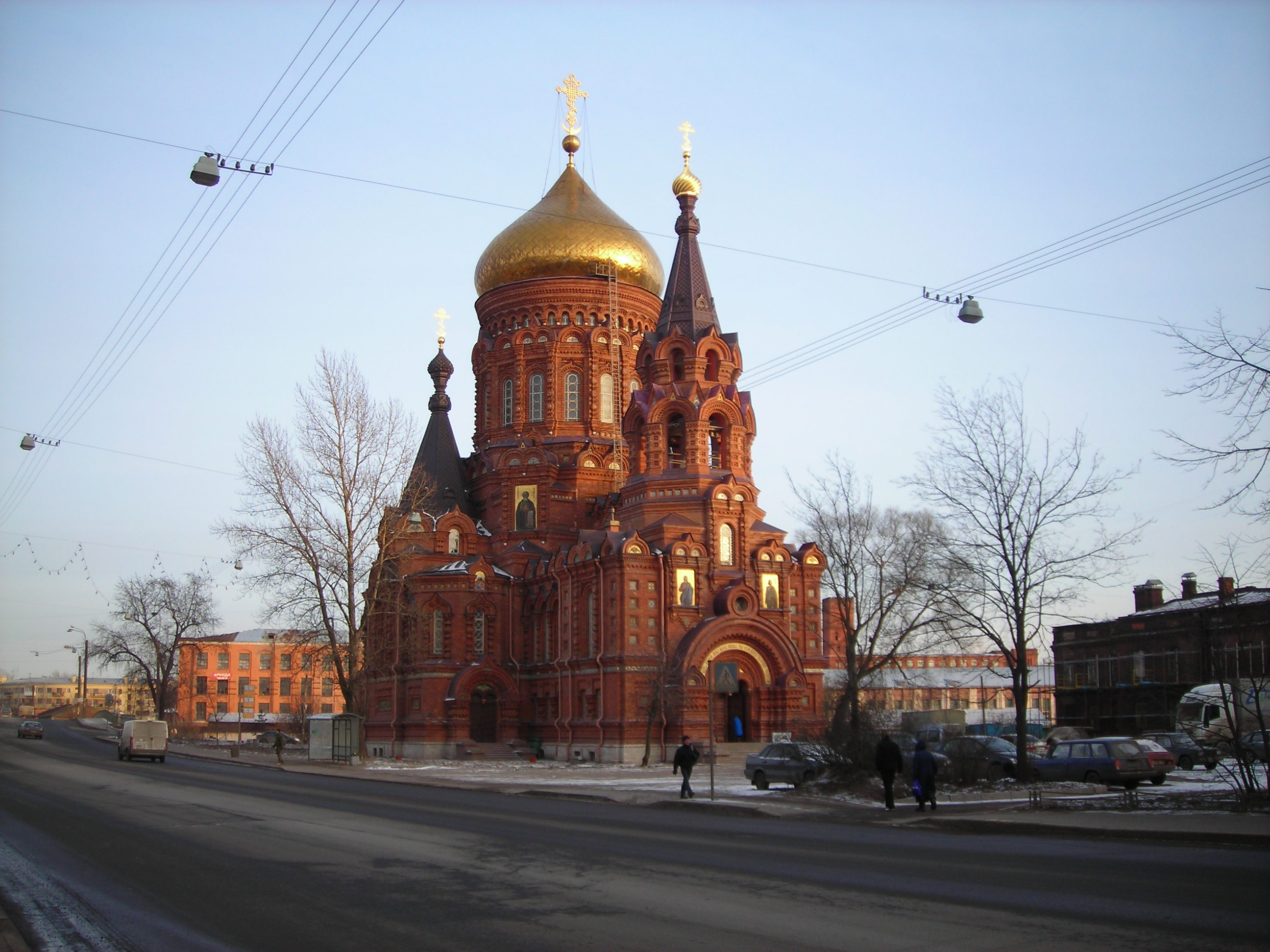
Epiphanias-Kirche auf der Gutujewski-Insel
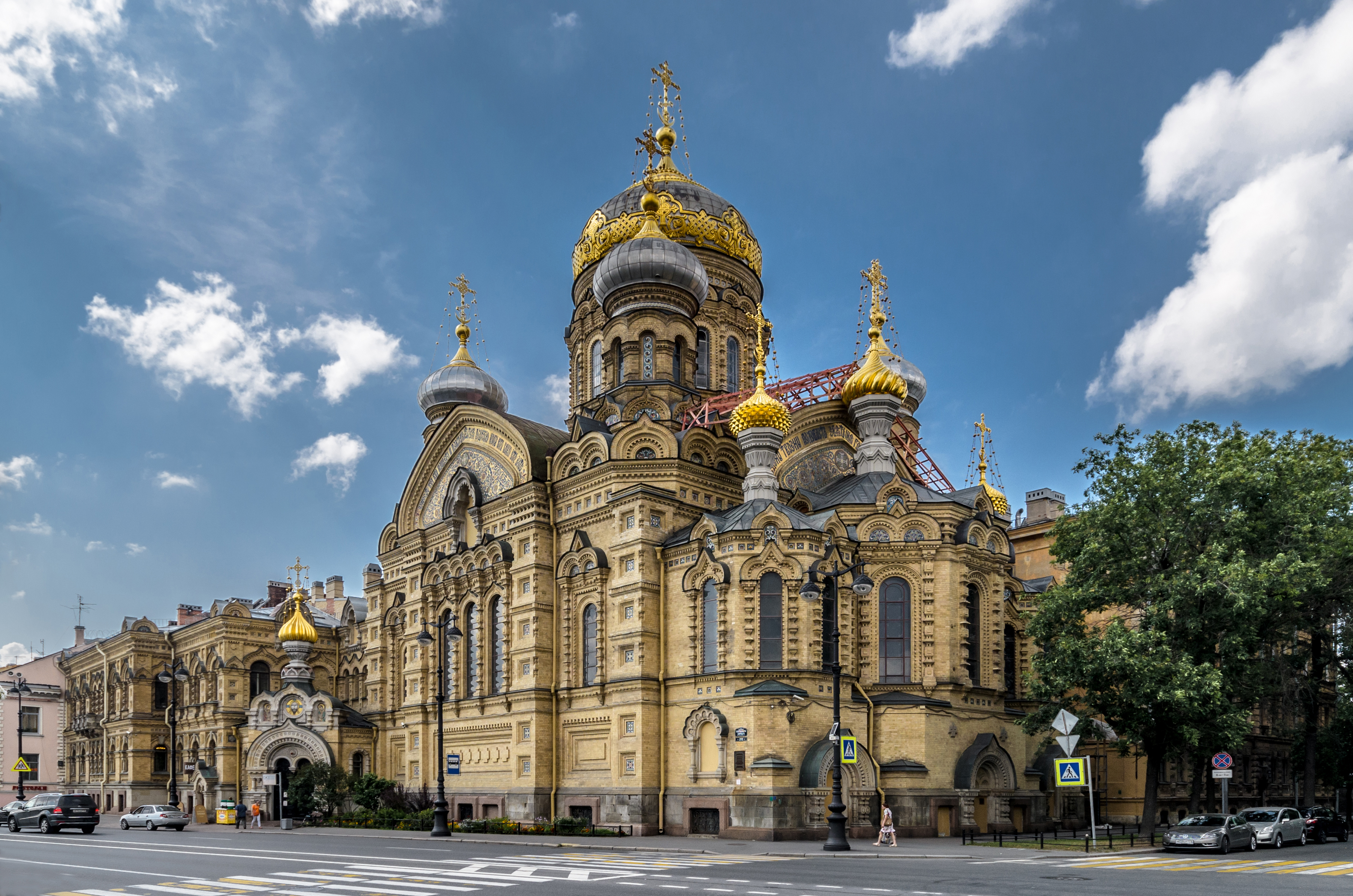
Himmelfahrtskirche, Nabereschnaja Leutenanta Schmidta 27, St. Petersburg
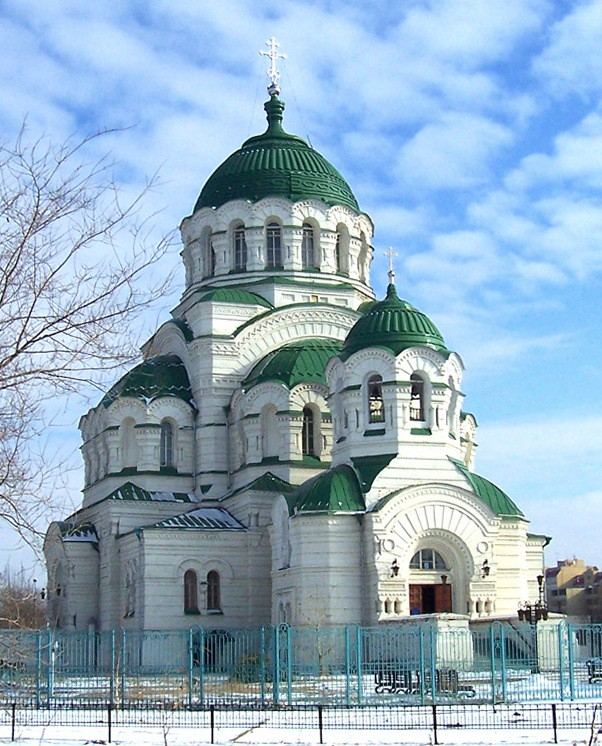
Wladimir-Kathedrale, Astrachan
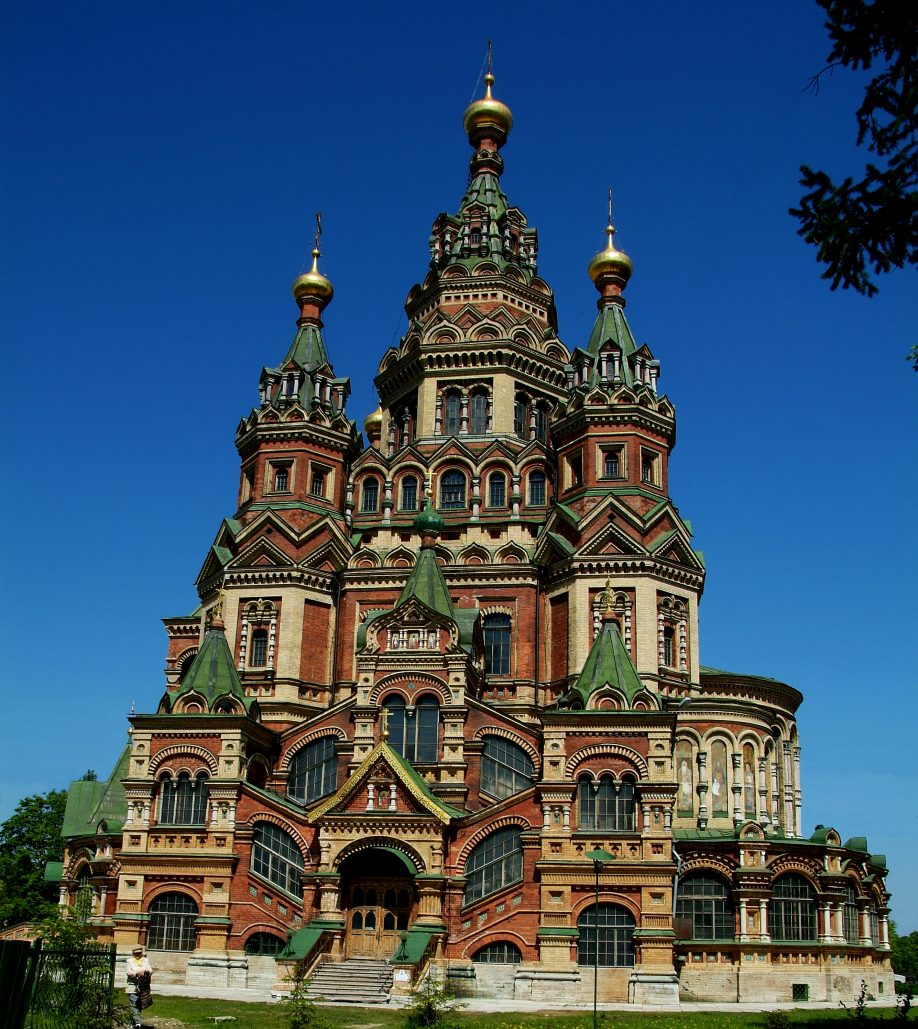
Peter-und-Paul-Kathedrale, Peterhof
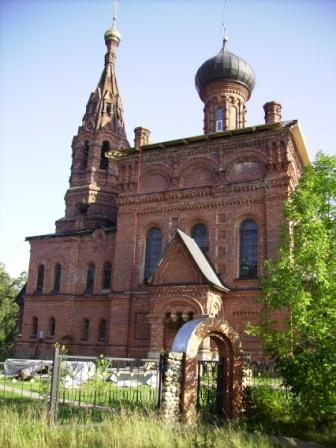
Dreifaltigkeitskirche, Gora-Waldai, Rajon Lomonossow
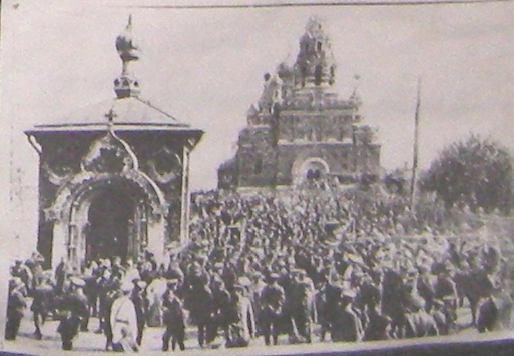
Einweihung der Putilow-Kirche 1906
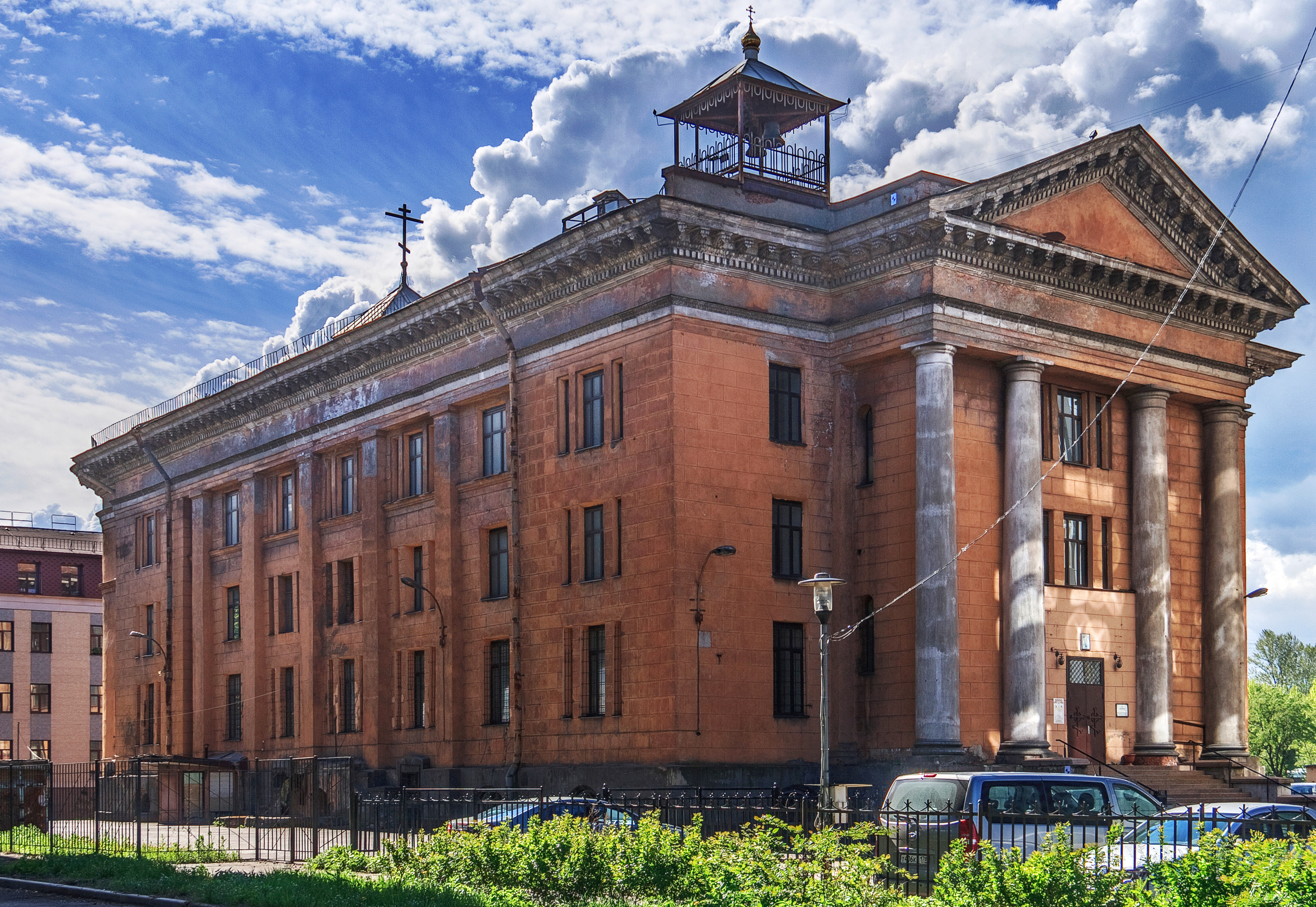
Putilowkirche, Prospekt Statschek 48, St. Petersburg
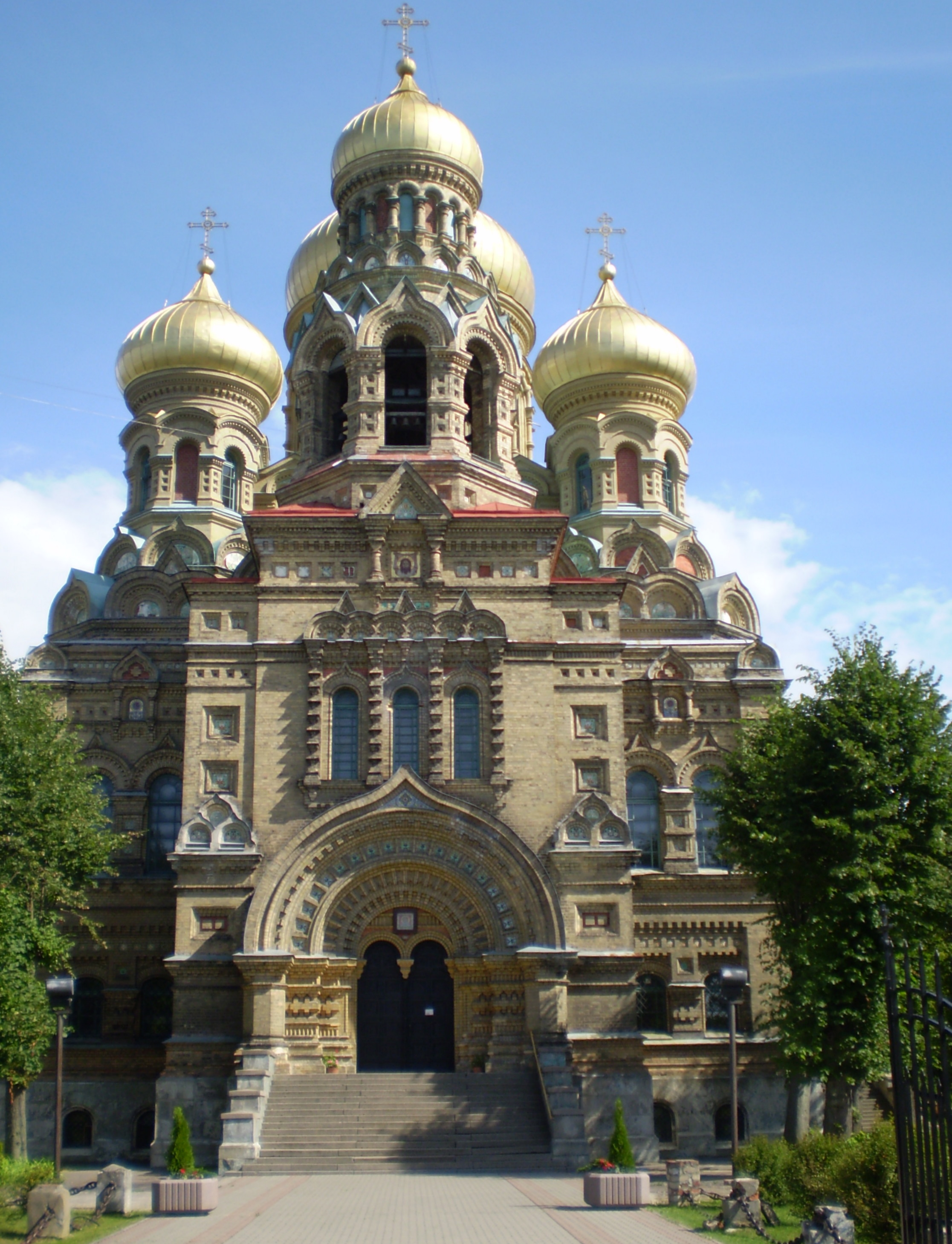
Karosta-Kathedrale, Libau
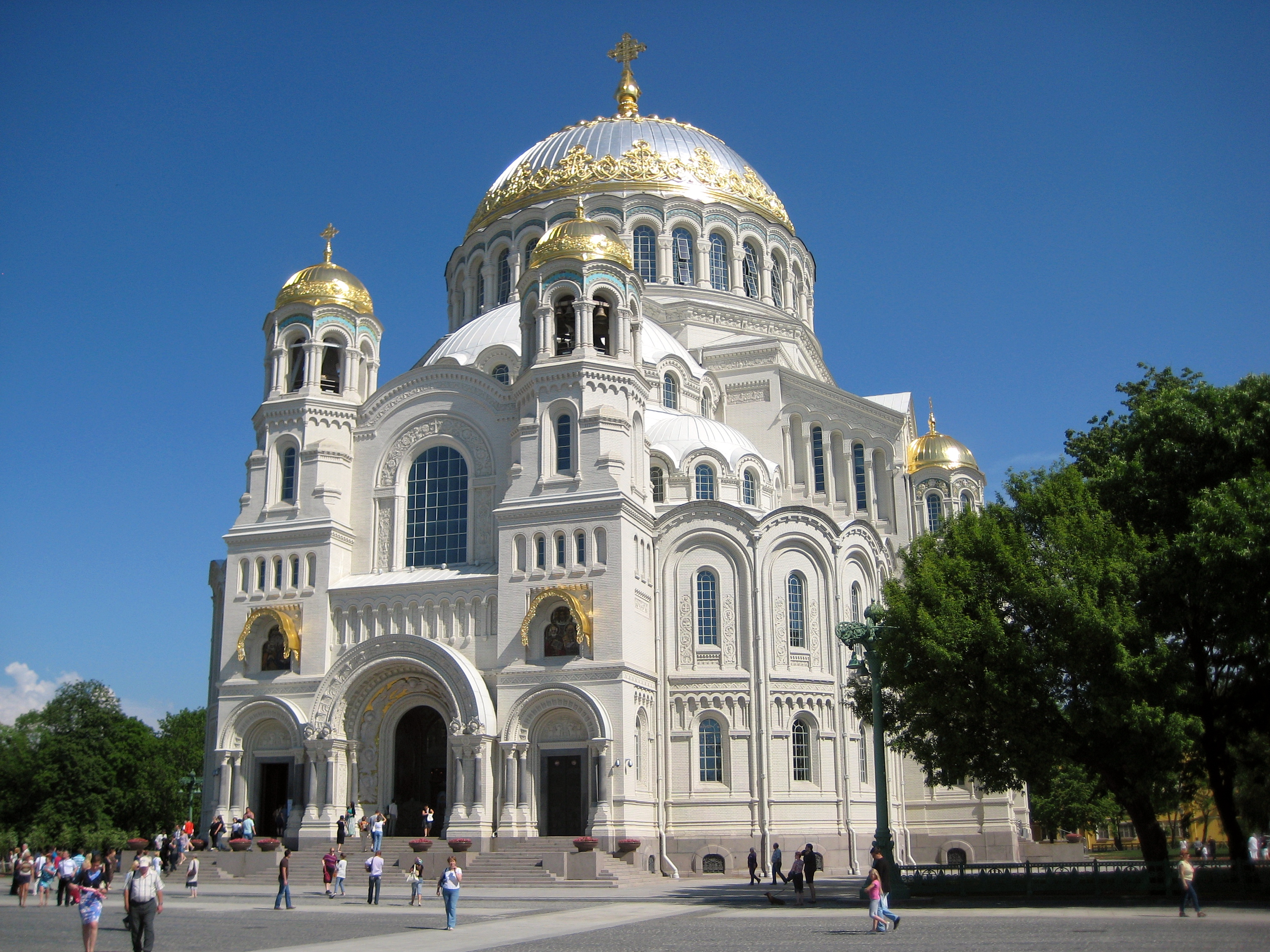
Nikolai-Marinekathedrale, Kronstadt
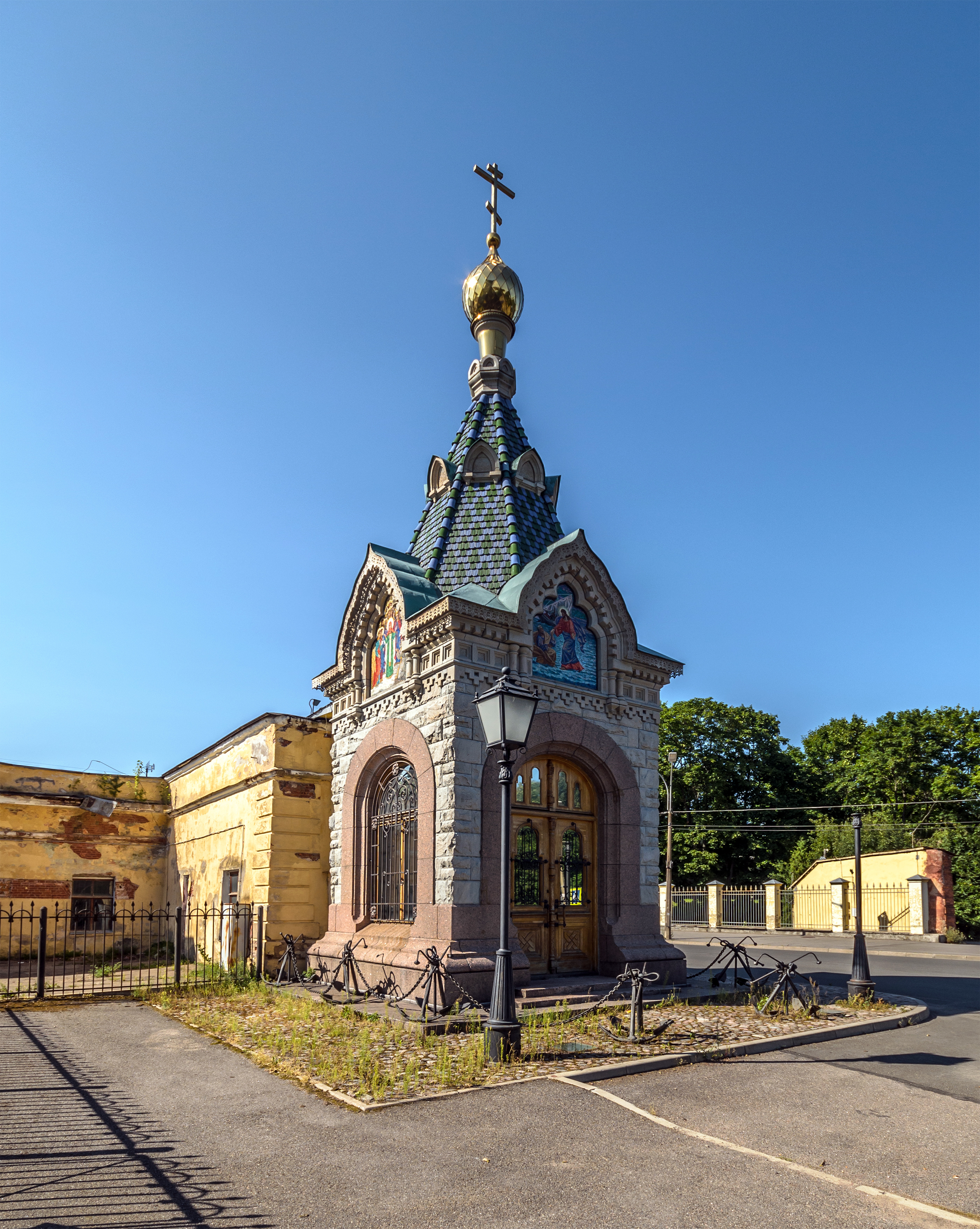
Epiphanias-Kapelle, Kronstadt
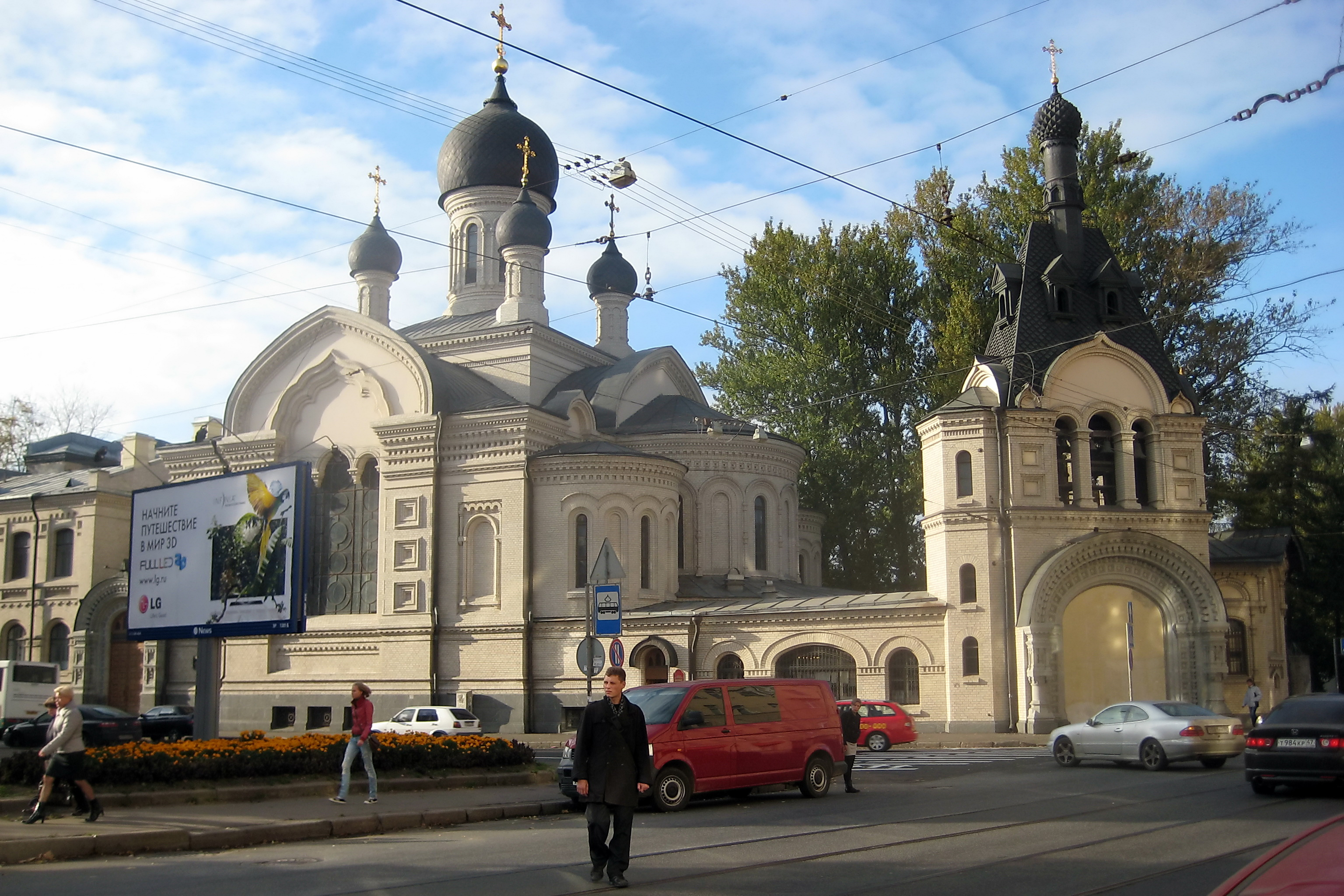
Gottesmutter-von-Kasan-Kirche, Narwski Prospekt 1/29, St. Petersburg
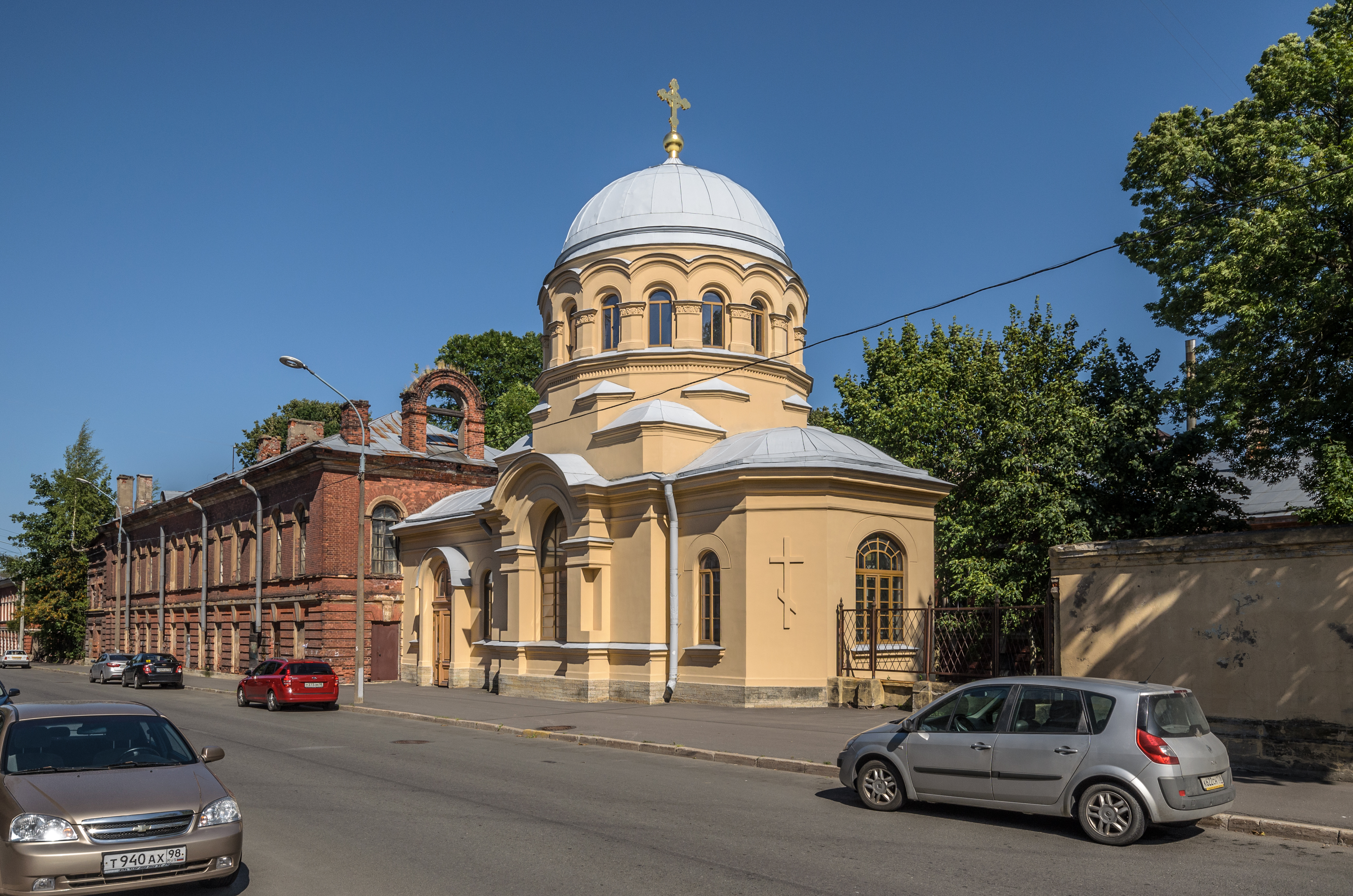
Nikolaikirche des Kronstädter Marinehospitals
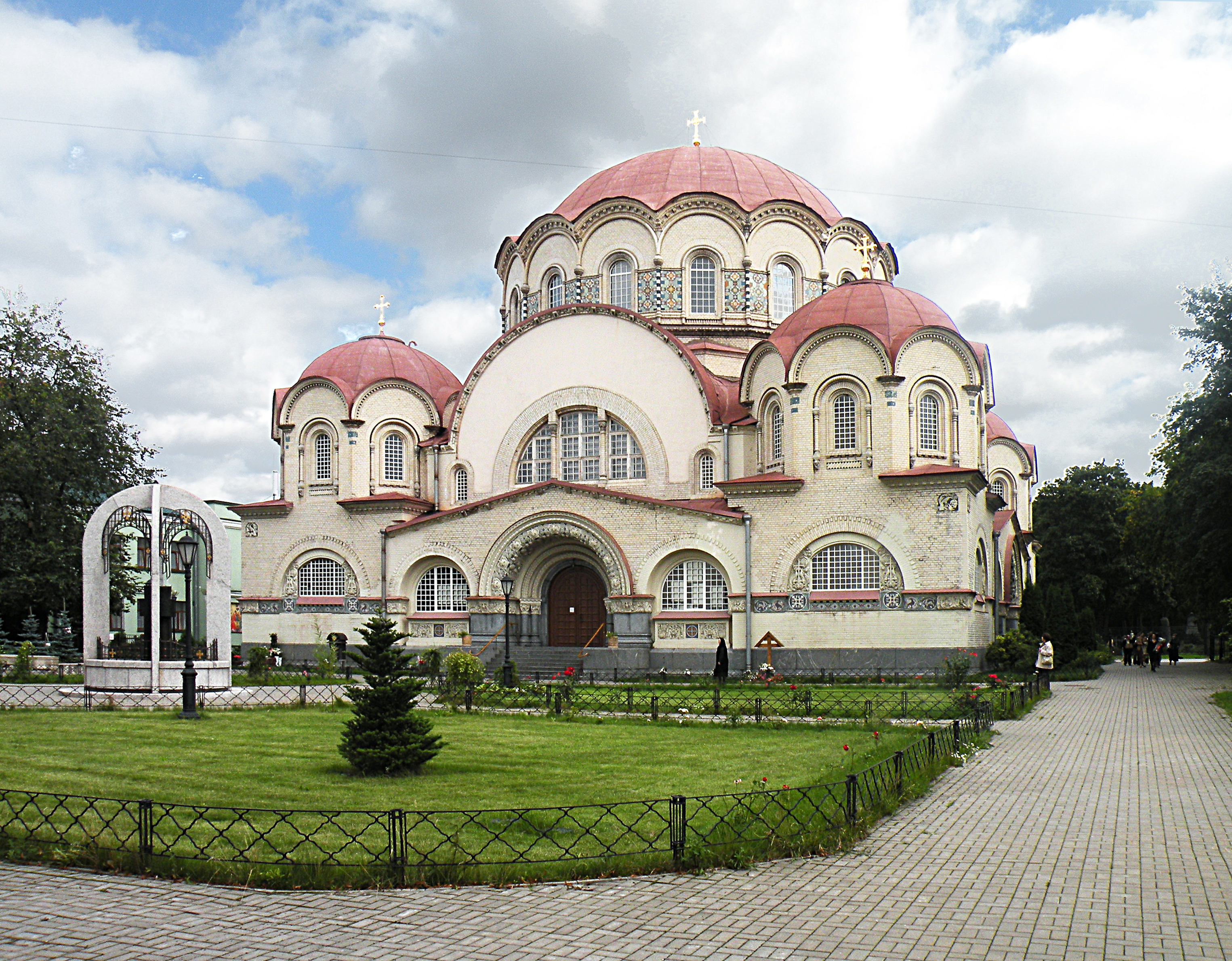
Gottesmutter-von-Kasan-Kirche, Moskowski-Prospekt 100, St. Petersburg
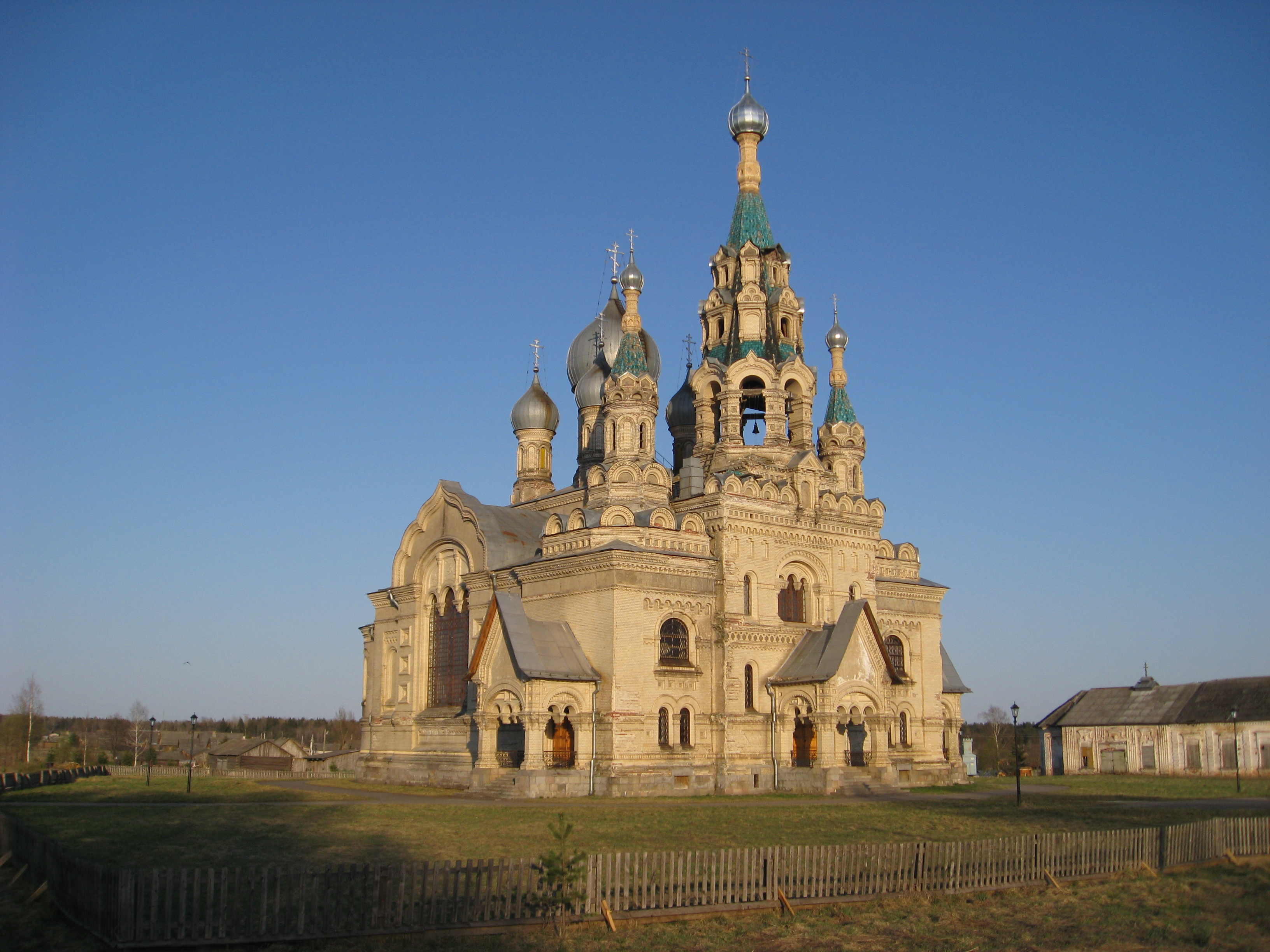
Kirche in Kukoboi, Rajon Perwomaiski